# Marrickville Council
Marrickville Council (en castellano la comuna de Marrickville) es una área de gobierno local (Local Government Area) situada 4 km al suroueste del centro de Sídney, Australia.
A pesar de sus tradiciones de clase obrera, Marrickville se caracteriza actualmente por mucha diversidad de sus habitantes debidos a inmigración y aburguesamiento. Hay además una gran población de estudiantes, debido a la proximidad a dos universidades: la Universidad de Sídney y la Universidad de Tecnología de Sídney.